# La Conquête du philosophe
La Conquête du philosophe est un tableau réalisé par le peintre italien Giorgio De Chirico en 1913-1914. Cette huile sur toile est un paysage urbain métaphysique représentant notamment le fût d'un canon, deux artichauts, une horloge mécanique et un train. Elle est conservée à l'Art Institute of Chicago, à Chicago.

## Postérité
Le tableau fait partie des « 105 œuvres décisives de la peinture occidentale » constituant le musée imaginaire de Michel Butor.